# Omar Abdelatif
Omar Abdelatif es un deportista egipcio que compitió en natación adaptada. Ganó tres medallas en los Juegos Paralímpicos de Barcelona 1992.

## Palmarés internacional
| Juegos Paralímpicos | Juegos Paralímpicos | Juegos Paralímpicos | Juegos Paralímpicos |
| Año                 | Lugar               | Medalla             | Prueba              |
| ------------------- | ------------------- | ------------------- | ------------------- |
| 1992                | Barcelona (España)  | Medalla de oro      | 50 m mariposa S7    |
| 1992                | Barcelona (España)  | Medalla de bronce   | 50 m libre S7       |
| 1992                | Barcelona (España)  | Medalla de bronce   | 400 m libre S7      |